# Parc national de Sassen-Bünsow Land
Le parc national de Sassen-Bünsow Land est un parc national de l'archipel du Svalbard, sur l'île du Spitzberg, en Norvège.
Créé le 26 septembre 2003, il s'étend sur 123 057 hectares, dont 7 300 hectares de zones marines. Il abrite à la fois des glaciers et plusieurs vallées sculptées par les glaciers.  
L’une des plus hautes cascades du Spitzberg se trouve à Eskerdalen (vallée d’Esker) à l’intérieur du parc.

## Faune
On y trouve de nombreux cétacés : narval, béluga, dauphin, baleine à bosse, baleine bleue, orque...